# Андерсен, Лале

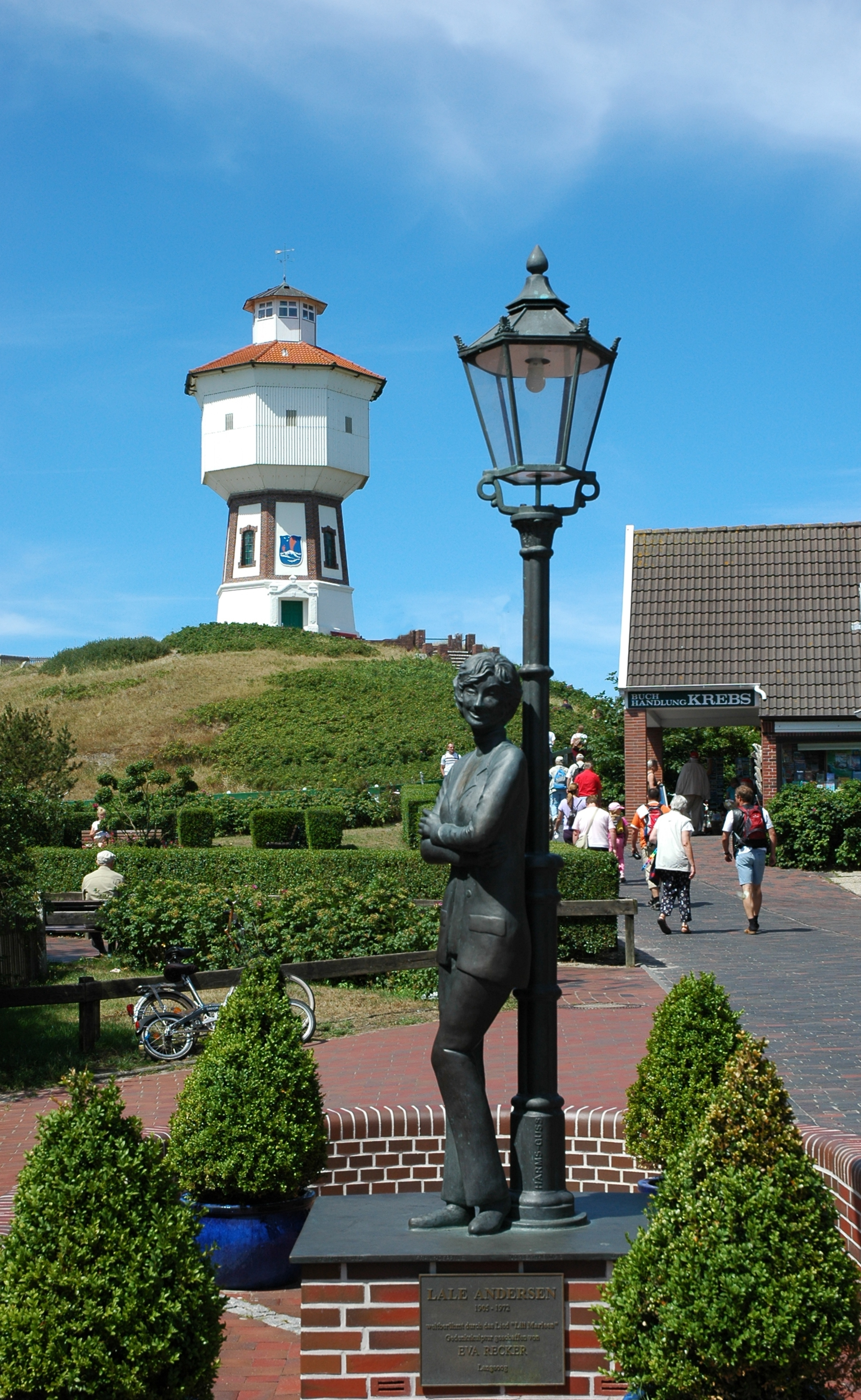
Памятник на острове Лангеог отсылает к песне «Лили Марлен»

Лале Андерсен (нем. Lale Andersen, настоящее имя Лизелотта Хелена Берта Бунненберг, нем. Liese-Lotte Helene Berta Bunnenberg; 23 марта 1905, Лее, ныне в черте Бремерхафена — 29 августа 1972, Вена) — немецкая певица и автор песен, первая исполнительница знаменитой песни «Лили Марлен».

## Биография и творчество
Лале Андерсен родилась в семье судового стюарда. В 17 лет она вышла замуж за художника Пауля Эрнста Вильке. В браке родилось трое детей: Бьорн, Кармен-Литта и Михаэль Вильке.
В октябре 1929 года, разойдясь с мужем и оставив детей у родственников, будущая певица отправилась в Берлин. Здесь она училась в театральной студии и пела в кабаре. В 1933—1937 годах Андерсен играла в цюрихском театре (в этот период началась продолжавшаяся до конца её дней дружба с композитором Рольфом Либерманом). В 1938 году Андерсен работала в мюнхенском кабаре «Симпль», а с 1939 года в престижном берлинском «Kabarett der Komiker». Здесь она познакомилась с композитором Норбертом Шульце и начала исполнять его новую песню «Лили Марлен». С началом войны эта песня приобрела огромную популярность среди солдат, причём не только немецких, — однако официальная германская пропаганда относилась к певице отрицательно, как из-за недостаточной бодрости её главного шедевра, так и из-за её близости к Либерману и другим немецким и швейцарским музыкантам еврейского происхождения. В определённый период исполнение «Лили Марлен» даже было официально запрещено в Германии, а Андерсен пыталась покончить с собой.
После окончания Второй мировой войны Андерсен на несколько лет исчезла со сцены. Её возвращение состоялось только в 1952 году, когда диск с её песней «Синяя ночь над гаванью» (нем. Die blaue Nacht am Hafen) на её собственные слова стал в Германии золотым. Представляла ФРГ на конкурсе песни Евровидение-1961, на котором заняла 13 место. На тот момент Андерсен было 56 лет, и она более 45 лет держала рекорд самого возрастного участника Евровидения. Вплоть до 1967 года Андерсен активно концертировала в Европе, США и Канаде. Затем, оставив сцену, она выпустила две книги воспоминаний: «Как стать акулой? Весёлый путеводитель для всех, кто хочет петь или сочинять шлягеры» (нем. Wie werde ich Haifisch? – Ein heiterer Ratgeber für alle, die Schlager singen, texten oder komponieren wollen; 1969) и «У неба много красок» (нем. Der Himmel hat viele Farben; 1972).